# Krisztofóró
A Krisztofóró 1990-től 1996-ig futott magyar televíziós plasztik-animációs sorozat, amelynek első évadját a VIANCO Stúdió készítette (befejezési dátum: 1989). A második (befejezési  dátum: 1991), harmadik (befejezési dátum: 1993) és a negyedik évad (befejezési dátum: 1994) pedig a MIKRO Stúdióban készült.

## Rövid tartalom
Krisztofóró, a hős lovag és hű társa, Treffhetes kalandjai Flangániában, III. Nagy Darab király uralkodása alatt, a fejekben bő sárkány tolmácsolásában.

## Történet
A sorozat ötlete Kertész P. Balázstól származik, aki az első 13 részt írta 1989-ben, és aki a stáblistában egyik írói álnevén, Henry De Libeként szerepel. A folytatás történeteit Nagy Gyula írta.

## Alkotók
A Krisztofóróból négy évad készült. Az első évadot a VIANCO Stúdió készítette, majd második, a harmadik és a negyedik évadot a MIKRO Stúdió vette át.
- Rendezte: Nagy Gyula
- Forgatókönyv: Henry De Libe (Kertész P. Balázs) (1. évadban), Nagy Gyula (2.– 4. évadban)
- Dramaturg: Gál Mihály
- Zeneszerző: Tarján Pál
- Operatőr: Bayer Ottmár
- Hangmérnök: Tóbel Béla, Zsebényi Béla
- Vágó: Völler Ágnes
- Figura tervező és Animátor: Szabolcsi János
- Figura készítők: Szabolcsi János, Frics Ildikó, Faragó Virág, Szenyovszky Ágnes, Polyák Ferenc
- Háttér tervező: Nagy Gyula
- Háttér kivitelezők: Falvai Andrea, Frics Ildikó, Szénási Szilvia
- Munkatársak: Mericske Zoltán, Smoczer István, Karcagi Csilla, Pethő József
- Fővilágosító: Kazi Antal
- Asszisztens: Dávid Krisztina (Jachimek Krisztina)
- Színes technika: Balog Éva
- Főgyártásvezető: Élő Rudolf
- Produkcióvezető, Stúdióvezető: Herendi János

Készítette a Magyar Televízió megbízásából a VIANCO stúdió és a MIKRO stúdió

## Szereplők hangja
- Krisztofóró: Gálvölgyi János
- Treffhetes: Tahi Tóth László
- III. Nagydarab király: Farkas Antal

További magyar hangok: Farkas Antal, Gruber Hugó, Harkányi Endre, Usztics Mátyás

## Epizódok
| Évad | Évad | Részek száma | Részek száma | Eredeti sugárzás    | Eredeti sugárzás  | Magyar adó       |
| Évad | Évad | Részek száma | Részek száma | Évadbemutató        | Évadzáró          | Magyar adó       |
| ---- | ---- | ------------ | ------------ | ------------------- | ----------------- | ---------------- |
|      | 1.   | 13           | 13           | 1990. november 10.  | 1991. február 2.  | Magyar Televízió |
|      | 2.   | 13           | 13           | 1992. augusztus 11. | 1992. november 3. | Magyar Televízió |
|      | 3.   | 13           | 13           | 1994. augusztus 10. | 1994. december 2. | Magyar Televízió |
|      | 4.   | 13           | 13           | 1996. április 3.    | 1996. június 26.  | Magyar Televízió |

### 1. évad (1990–91)
| Sor. | Év. | Cím                     | Premier            |
| ---- | --- | ----------------------- | ------------------ |
| 1.   | 1.  | A Gőzlovag              | 1990. november 10. |
| 2.   | 2.  | Treffhetes a hős        | 1990. november 17. |
| 3.   | 3.  | Az égig érő víz         | 1990. november 24. |
| 4.   | 4.  | A nagyfogú rém          | 1990. december 1.  |
| 5.   | 5.  | A Hintalovagok          | 1990. december 8.  |
| 6.   | 6.  | Ezt nem illik, Felség!  | 1990. december 15. |
| 7.   | 7.  | A lovagpóló             | 1990. december 22. |
| 8.   | 8.  | Krisztofóró, a várvívó  | 1990. december 26. |
| 9.   | 9.  | A nagy kalamajka        | 1991. január 5.    |
| 10.  | 10. | A három kívánság        | 1991. január 12.   |
| 11.  | 11. | Az elvarázsolt varázsló | 1991. január 19.   |
| 12.  | 12. | A Hanyatt-esel hegy     | 1991. január 26.   |
| 13.  | 13. | A lókötők               | 1991. február 2.   |

### 2. évad (1992)
| Sor. | Év. | Cím                      | Premier              |
| ---- | --- | ------------------------ | -------------------- |
| 14.  | 1.  | A királyi fog            | 1992. augusztus 11.  |
| 15.  | 2.  | Az aranytojást tojó tyúk | 1992. augusztus 18.  |
| 16.  | 3.  | Malvinka                 | 1992. augusztus 25.  |
| 17.  | 4.  | A csodakard              | 1992. szeptember 1.  |
| 18.  | 5.  | A fiatalító víz          | 1992. szeptember 8.  |
| 19.  | 6.  | Repülj király!           | 1992. szeptember 15. |
| 20.  | 7.  | A Mágnesorrú Bábi        | 1992. szeptember 22. |
| 21.  | 8.  | Itt repül a kismadár!    | 1992. szeptember 29. |
| 22.  | 9.  | Különleges parti         | 1992. október 6.     |
| 23.  | 10. | Szőr Bádogból van        | 1992. október 13.    |
| 24.  | 11. | Nagy Darab nősülni akar  | 1992. október 20.    |
| 25.  | 12. | Egészségére, Felség!     | 1992. október 27.    |
| 26.  | 13. | A tüzes táltos           | 1992. november 3.    |

### 3. évad (1994)
| Sor. | Év. | Cím              | Premier              |
| ---- | --- | ---------------- | -------------------- |
| 27.  | 1.  | Szúnyogfejedelem | 1994. augusztus 10.  |
| 28.  | 2.  | A Piros Király   | 1994. augusztus 17.  |
| 29.  | 3.  | A lovagtanonc    | 1994. augusztus 24.  |
| 30.  | 4.  | A gyáva lovag    | 1994. augusztus 31.  |
| 31.  | 5.  | Nyamvadt Darab   | 1994. szeptember 6.  |
| 32.  | 6.  | Fél pár sárkány  | 1994. szeptember 16. |
| 33.  | 7.  | A csodalámpa     | 1994. szeptember 30. |
| 34.  | 8.  | Lovagrablás      | 1994. október 14.    |
| 35.  | 9.  | Esőcsinálók      | 1994. október 28.    |
| 36.  | 10. | Tükrös trükk     | 1994. november 11.   |
| 37.  | 11. | Szundi birodalom | 1994. november 18.   |
| 38.  | 12. | A királyi címer  | 1994. november 25.   |
| 39.  | 13. | Az erdei rém     | 1994. december 2.    |

### 4. évad (1996)
| Sor. | Év. | Cím                     | Premier           |
| ---- | --- | ----------------------- | ----------------- |
| 40.  | 1.  | Tik-Tak lovag           | 1996. április 3.  |
| 41.  | 2.  | Gigantikusz Pillusz     | 1996. április 10. |
| 42.  | 3.  | Gyalog-szarka           | 1996. április 17. |
| 43.  | 4.  | Bőgőmasina              | 1996. április 24. |
| 44.  | 5.  | Papírbirodalom          | 1996. május 1.    |
| 45.  | 6.  | Ötbe-paci               | 1996. május 8.    |
| 46.  | 7.  | Különös ajándék         | 1996. május 15.   |
| 47.  | 8.  | Dáridó Darab            | 1996. május 22.   |
| 48.  | 9.  | Láb, láb, kacsaláb      | 1996. május 29.   |
| 49.  | 10. | Vízitündér              | 1996. június 5.   |
| 50.  | 11. | Ötpróbás Darab          | 1996. június 12.  |
| 51.  | 12. | Vakáció                 | 1996. június 19.  |
| 52.  | 13. | Éljen soká dicső Darab! | 1996. június 26.  |